# Palà Benito
Palà Benito è un album di Benito Urgu che raccoglie delle gag registrate dal vivo nei primi anni '90. Uscito inizialmente in musicassetta, è stato ristampato su CD nel 2003 da Frorias Edizioni.

## Tracce
1. Palà Benito (Parte Prima) 33'57"
- a) Palà Benito
- b) La mela di Eva
- c) Circo Strombolino

2. Palà Benito (Parte Seconda) 27'13"
- a) Be Be Pecore
- b) Rapatata
- c) Mago Madas

Tutti i brani e le gag sono di Benito Urgu.